# Йосиф Хилендарец
Йосиф Хилендарец е български книжовник от XVIII век, смятан за един от предтечите на Българското възраждане.

## Биография
Сведенията за Йосиф Хилендарец се съдържат в съчинението му, което не е запазено изцяло, и което носи условното име „Слово за ползата от четенето“. Възможно е да е роден в Жеравна или да е свързан с Жеравна като тексидиот на Хилендарския манастир. Съществува предположение за тъждественост между Йосиф Хилендарец и Йосиф Брадати.
„Словото за ползата от четенето“ е написано като послание. Съдържа призив към българина към просвещение, към любов към книгата и към разпространението ѝ. Въздействието – и емоционално и художествено, е засилено от битови примери, почерпени от личния опит на Йосиф и предадени с непосредственост и искреност.